# Dobson-Teleskop

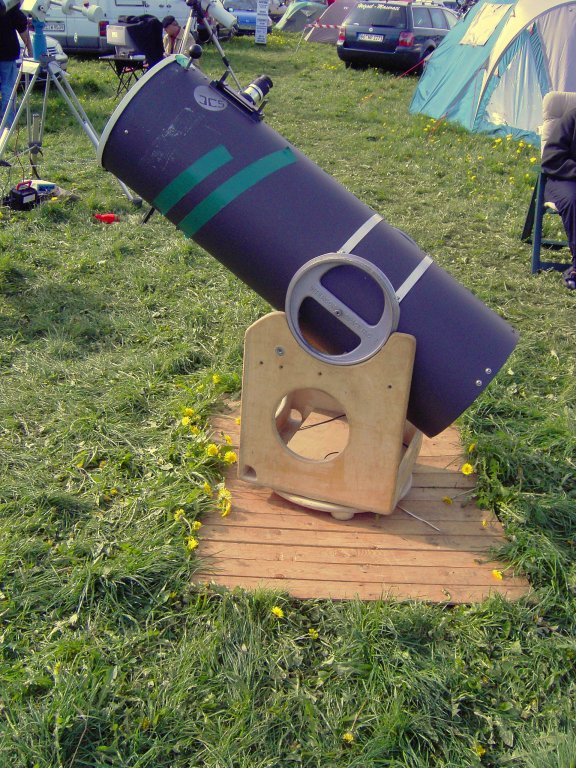
Klassische Bauweise mit geschlossenem Rohr

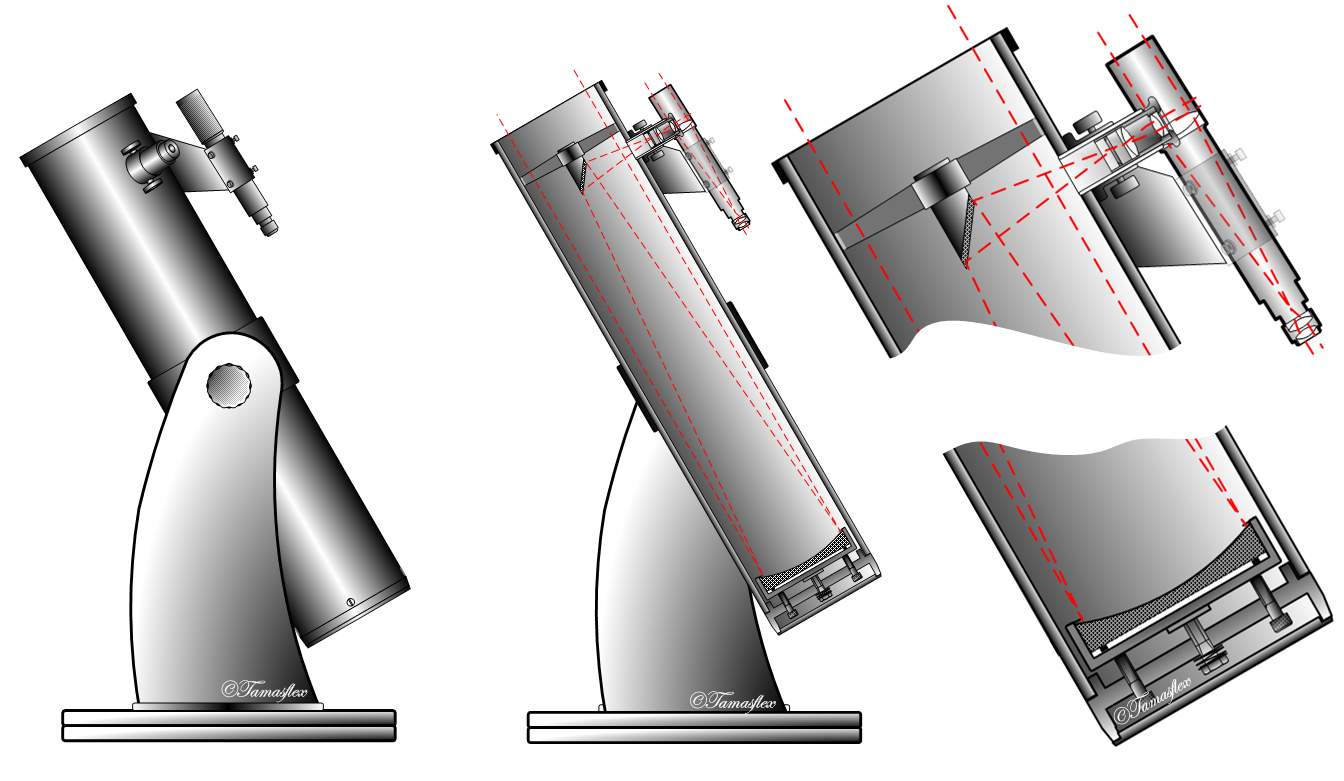
Dobson-Teleskop

Ein Dobson-"Teleskop" ist ein Newton-Teleskop mit einer einfachen, azimutalen Montierung, das besonders in der Amateurastronomie beliebt ist. Es wurde von John Dobson Mitte der 1950er Jahre als besonders preisgünstiges Fernrohr für Hobbyzwecke entwickelt und daher oft kurz als „Dobson“ oder „Dob“ bezeichnet (englisch dobsonian telescope). Durch die Art der Lagerung sind sehr große und damit lichtstarke Bauformen möglich. 

## Grundzüge der Konstruktion

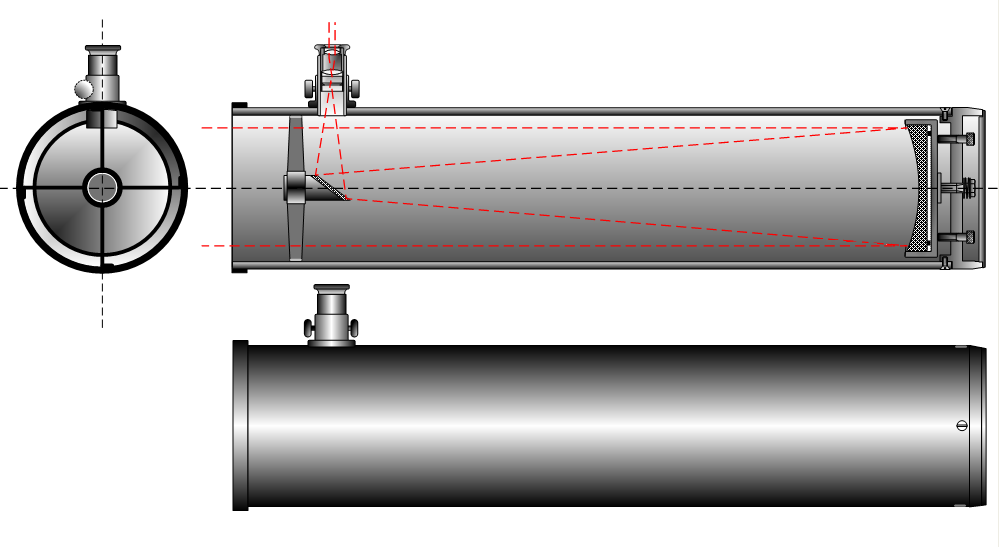
Der Strahlengang ist gleich wie beim Newton-Teleskop

Das „klassische“ Dobson-Teleskop besitzt folgende charakteristische Eigenschaften (Abweichungen von konventioneller Bauweise):
- dünner Hauptspiegel
- überdurchschnittlicher Spiegeldurchmesser
- unterdurchschnittliche Brennweite
- Lagerung des Hauptspiegels schwebend – Zentrierung mittels Gurtband
- robuste Azimut-Montierung in schlichter Bauweise und mit Teflongleitlagern

Der dünne Hauptspiegel (Stärke 1/20–1/10 seines Durchmessers) erlaubt wegen des geringeren Gewichts einen erheblich größeren Durchmesser als bei anderen Bauformen. Damit die Okularposition nicht allzu hoch über dem Boden liegt, wählt man gerne eine kürzere Brennweite (Öffnungsverhältnis um 1:5, aber auch bis 1:3,8).
Die Dobson-Montierung besteht aus einer Grundplatte, auf der eine Kiste (Rockerbox oder Wiege genannt) auf drei möglichst weit auseinanderliegenden Punkten drehbar gelagert ist. In zwei Aussparungen in den Kisten-Seitenwänden ruhen die Höhenräder, die ihrerseits den Tubus mit der Optik tragen. Kugellager etc. entfallen, da die Gleitflächen aus einem Kunststofflaminat bestehen, das auf Teflonscheiben gleitet. Wenn der Tubus weder kopf- noch hecklastig ist, sind keinerlei Klemmen oder Kupplungen erforderlich, da das System allein durch Reibung gehalten wird. Die in beiden Drehrichtungen weit auseinanderliegenden Stützpunkte sichern eine sehr stabile Lage. Die wesentlichen Elemente (Spiegel, Tubus und Wiege) werden ausschließlich durch die Schwerkraft an Ort und Stelle gehalten. Diese besonders einfache Bauweise erlaubt es auch wenig geübten Heimwerkern, mit schlichter Geräteausstattung beim Eigenbau rasch zum Erfolg zu kommen.
Der Nachteil dieser Azimut-Montierung ist, dass man der bogenförmigen Bewegung der Himmelsobjekte nicht durch Drehung in nur einer Achse folgen kann (s. Polarmontierung oder parallaktische Montierung), sondern „abgetreppt“ in kleinen Stufen. Damit sind klassische Himmelsaufnahmen mit langen Belichtungszeiten kaum möglich, weil die Nachführung selbst mit einer Computersteuerung recht kompliziert ist.
Andererseits erlaubt die Dobson-Bauweise ein einfaches Verfolgen der Objekte bei visueller Beobachtung, indem man den Tubus mit geringstem Kraftaufwand „nachschubst“ oder „dobst“.
John Dobsons Ziel war ein mit einfachsten Mitteln zu bauendes und ebenso einfach zu bedienendes Spiegelteleskop mit großer Öffnung. Für seine ersten Geräte soll er Materialien vom Sperrmüll verwendet haben. Sein Konzept blieb in Fachkreisen lange unbeachtet – es wurde eher verspottet. Erst ab 1979 gelang der Durchbruch.

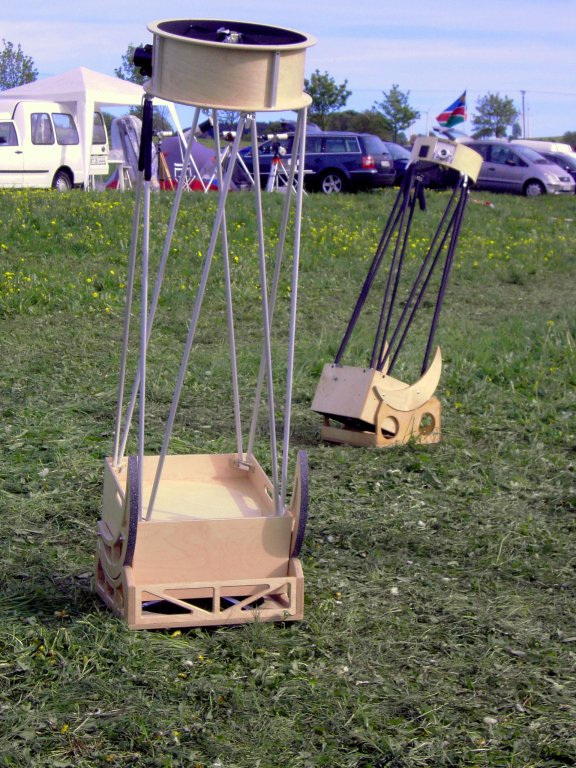
Zwei zerlegbare Teleskope mit Rohrstreben-Konstruktion als low rider.

## Neuere Entwicklungen

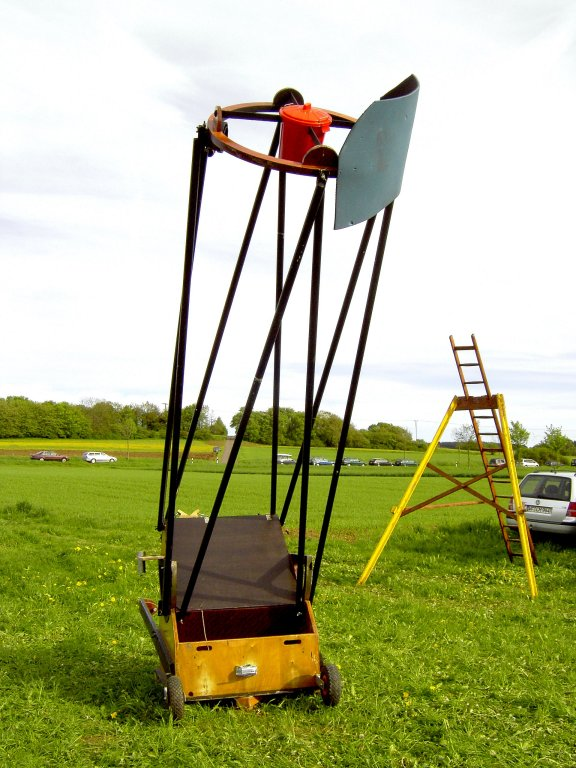
Dobson-Teleskop mit 75 cm Spiegeldurchmesser

Viele Amateur-Teleskopbauer entwickelten das Konzept weiter: Heute verfügen die meisten großen Dobson-Teleskope über eine Gitterkonstruktion, die einen gewicht- und platzsparenden Transport erlaubt. Diese besteht aus einem Hut, der den Umlenkspiegel trägt und einem Spiegelträger. Diese werden meist als sogenannte „low rider“ realisiert, bei denen der Drehpunkt kurz über der Oberkante der Rockerbox liegt. 
Verbaut werden zunehmend hochwertige Materialien (Multiplex-Platten, Aluminium, Schaumstoffkomposit, Carbon etc.). Vereinzelt sind Dobson-Teleskope auf einer Äquatorial- oder Poncet-Plattform montiert, andere verfügen über Schrittmotorantrieb in zumindest horizontaler Richtung oder werden mittels PC gesteuert. Der von John Dobson ursprünglich angestrebte Kostenvorteil sowie die einfache Herstellung sind dann jedoch nicht mehr gegeben.
Bis Ende der 1970er Jahre wurden selbstgebaute Amateurteleskope ganz überwiegend von parallaktischen Montierungen getragen, mit einer Öffnung meist unter 30 cm. Seit Anfang der 1990er nehmen Dobson-Teleskope einen immer größeren Marktanteil ein – und das oft auch mit Öffnungen über 30 cm. Sowohl bei selbstgebauten wie auch fertig gekauften Dobson-Teleskopen sind jedoch die Geräte mit kleinerer Öffnung zahlenmäßig stärker vertreten, denn gerade sie bieten ein Preis-Leistungs-Verhältnis, das konventionelle Teleskope nicht bieten können.
Seit Mitte der 1990er Jahre wetteifert eine Fraktion von Dobson-ATMs darum, wer das am meisten abgespeckte, leichteste Teleskop bauen kann – so genannte minimalistische Dobson-Teleskope.
Neben den selbstgebauten Dobson-Teleskopen erfreuen sich industriell und meistens in China hergestellte Kaufteleskope in Dobson-Bauweise immer größerer Beliebtheit, insbesondere bei Neueinsteigern in das Hobby Amateurastronomie. Kostet gerade bei Teleskopen mit größerer Öffnung die Montierung oft mehr als die Optik, so ist es bei Dobson-Teleskopen genau umgekehrt. Die mit relativ geringem finanziellem Aufwand herstellbare Rockerbox ermöglicht es, einen Großteil der Produktionskosten für die Optik zu verwenden, die auch bei günstigen Dobson-Teleskopen als brauchbar angesehen werden kann. So kostet beispielsweise ein komplettes 8″-Dobson-Teleskop in etwa so viel wie allein eine genügend stabile parallaktische Montierung für eine Optik gleicher Größe.
Durch die immer weiter gefallenen Einstiegspreise eignen sich gerade solche Kaufgeräte für einen Einstieg in das Hobby, da die Bedienung und Handhabung recht einfach ist und man für einen überschaubaren Geldbetrag ein großes Lichtsammelvermögen geboten bekommt.
Die Kaufteleskope des unteren Preissegments wurden in der Vergangenheit hauptsächlich mit einem Volltubus ausgeliefert. Seit einigen Jahren werden auch in diesem Segment Geräte in Gitterrohr-Bauweise angeboten.
Heute bieten fast alle bekannten Hersteller vom Achtzöller (ca. 15 kg) bis hin zum gerade noch im Auto transportablen 14-Zöller (35 cm Spiegeldurchmesser mit etwa 30+30 kg Gewicht) diverse Dobsons an.

### Fotografie
Durch den Einsatz von Webcams oder davon abgeleiteten speziellen Planetenkameras ist es – geeignete Nachbearbeitung vorausgesetzt – möglich geworden, auch mit Dobson-Teleskopen hochaufgelöste Aufnahmen von helleren Himmelsobjekten, insbesondere von Objekten des Sonnensystems, zu produzieren. Dabei werden Videos oder Bilderserien mit Einzelbelichtungszeiten im Bereich von Sekundenbruchteilen aufgenommen und anschließend zu einem Einzelbild überlagert. Durch die kurzen Einzelbelichtungszeiten wirkt sich die für astronomische Fotografie eigentlich unzureichende Nachführung einer Dobsonmontierung nicht nennenswert auf die Qualität der Aufnahmen aus. Durch diese Aufnahmetechnik werden gleichzeitig negative Effekte wie das Bildrauschen elektronischer Kameras sowie Störungen durch das Seeing minimiert.
Vereinzelt werden Dobson-Teleskope auch zur Langzeitbelichtung eingesetzt, dann meist mithilfe einer Äquatorialplattform, oder einer az/alt-Nachführung in beiden Achsen, das erfordert dann aber eine Vorrichtung zur Bildfeldderotation.

### Doppel-Fernrohr

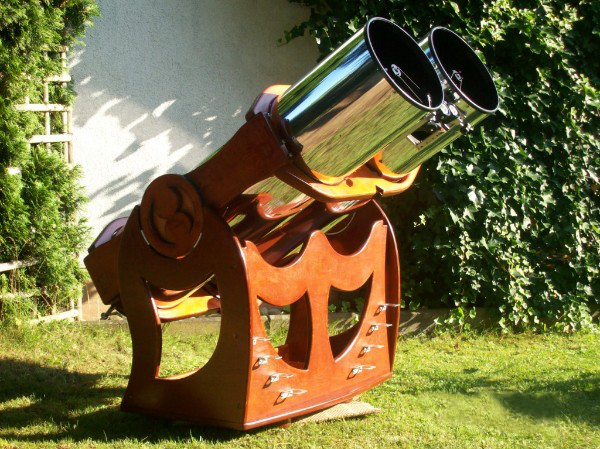
Dobson-Bino in Volltubusbauweise

Eine Weiterentwicklung der konventionellen Dobson-Teleskope, gleich ob Gitterrohr- oder Volltubus-Bauweise, stellen die sogenannten Doppelfernrohre Bino-Dobson oder Dobson-Bino dar. Wesentliches Merkmal ist, dass beim Dobson-Bino zwei gleiche Optiken miteinander kombiniert werden. Entgegen den Dobsons mit monokularem Einblick schaut man bei den Dobson-Binos binokular, also durch zwei Okulare. Wichtigstes Ziel ist, die Konstruktion so zu gestalten, dass durch manuelles Verstellen die einzelnen Eindrücke der beiden Optiken zu einem Bild vereinigt werden können. Das führt jedoch beim Selbstbau zu einem wesentlich höheren Arbeitsaufwand. Dieser wird nicht nur durch eine höhere Gesamtleistung dieses Systems im Vergleich mit einer entsprechenden Einzeloptik belohnt.  Die erhöhte Lichtleistung ergibt sich aus der verdoppelten Fläche, vergleichbar mit einer Vergrößerung des Durchmessers um Wurzel von 2 oder z. B. 2 × Fläche(12") = Fläche(12" × 1,4) = Fläche(17"). Nachteile sehen einige Hobbyastronomen darin, dass der Einblick von vorn mit dem Rücken zum Himmel gewöhnungsbedürftig ist und zusätzlich aufsteigende körpereigene Wärme vor dem Teleskop das Seeing negativ beeinflussen soll.

## Transportmöglichkeit
Dobson-Teleskope in Gitterrohrbauweise lassen sich relativ einfach zerlegen und transportieren. Oftmals sind Teile wie der Hut und der Hauptspiegel in der Rockerbox verstaubar. Geräte mit Volltubus lassen sich spätestens ab einer Öffnung von 12″ nur noch schwer an den jeweiligen Beobachtungsort bewegen. In einem PKW können diese je nach Größe des Teleskoptubus und der Rockerbox meist nicht mehr befördert werden.